# 돌핀 (손목 시계)

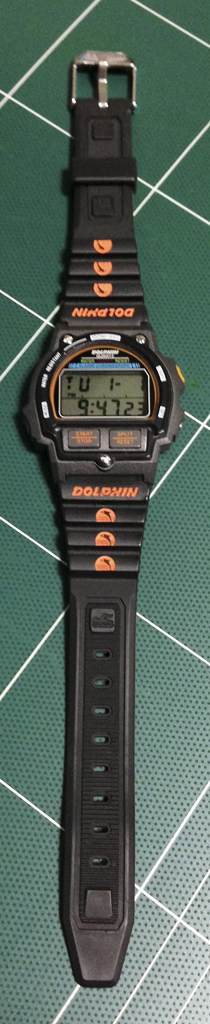
돌핀, MRP 567-7 모델(전체)

돌핀(Dolphin)은 1984년 한독 시계사업부에서 시작하여 1999년 로엔케이 시계사업부로 인수된 대한민국의 손목 시계 브랜드다. 2014년 현재 인스코비가 시계사업부로 인수하였다.

## 탄생
1984년 한독 시계사업부에서 '레져·스포츠용' 브랜드를 탄생시켰다.

## 30년간 이어온 국내 제조공정
1984년 탄생 때부터 2014년까지 모든 개발계획에서 제조공정까지 대한민국에서 이루어지고 있다. 제조업에 OEM 생산이 만연한 분위기 속에서, 자국 안에서 제조공정을 모두 마치는 것은 품질면에 있어 큰 장점이다. 이러한 특성은 애프터서비스에서도 큰 장점이 된다. 실제 20여년 전 구매한 모델(대표적으로 MRP 567-7 모델)이 2013년 현재에도 무브먼트에서 시곗줄까지 유료 수리가 가능하다.

## 시계사업의 부진
한독 시계사업부에서 탄생하였지만, 지금의 로엔케이 시계사업부로 브랜드가 인수된 이유는 경영난이었다. 허나 로엔케이 역시 시계사업에서는 큰 이익을 내지 못하는 형편이며, 2011년 본사는 35억원에 달하는 적자를 보였다.

## 모델
총 4가지로 분류된 모델을 출시하고 있다.

### 디지털(Digital)
전기징치와 액정으로 시간을 숫자로 표현하는 전자시계 모델이다. 1990년대 대한민국에서 인기를 끌었던 'MRP 567-7' 모델이 여기에 속한다.

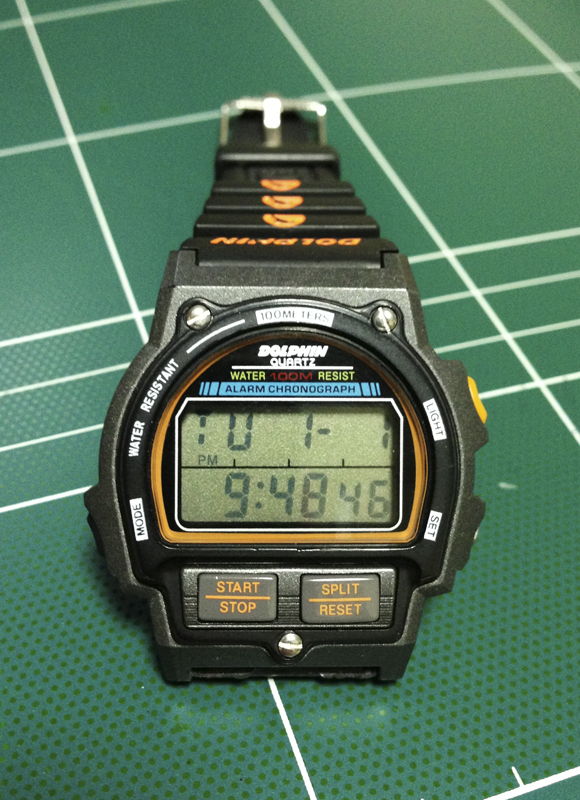
MRP 567-7 모델(전면 확대)
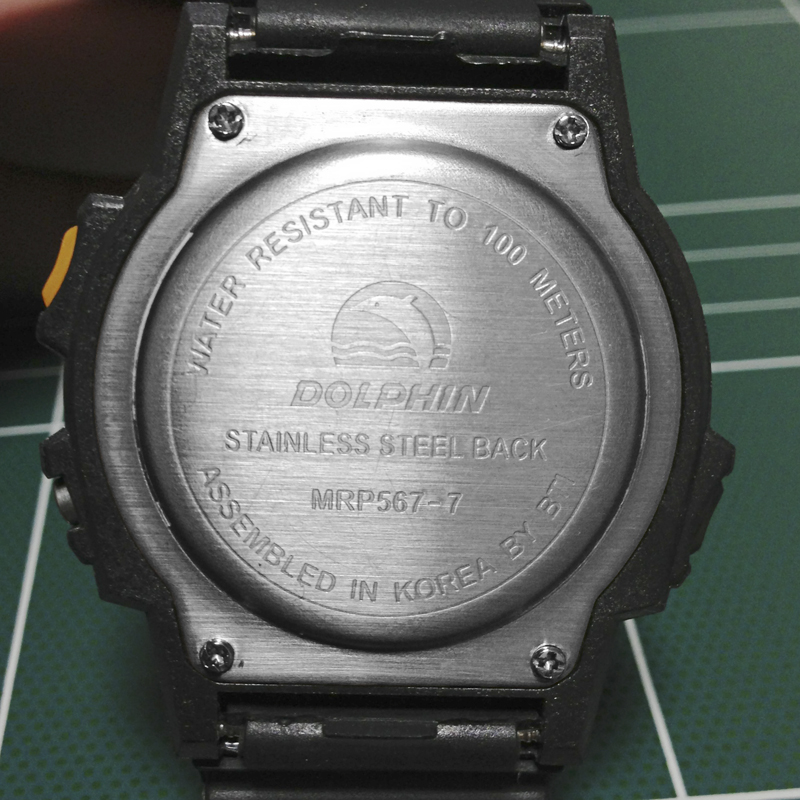
MRP 567-7 모델(후면 확대)

### 아날로그(Analog)
시침, 분침, 초침으로 된 시곗바늘로 시간을 알려주는 모델이다.

### 아나로그디지털(Ana-Digital)[5]
위에 열거한 디지털과 아날로그가 혼재된 모델이다.

### 다기능(Multiple-Fuction)
시계 표기 방식에 상관없이 랩타임 불러오기, 나침반, 듀얼 타임, 페이서, 스피드 모드와 같은 기능이 복합적으로 들어간 모델이다. 돌핀 브랜드 중에서 가장 높은 가격을 형성하고 있다.

## 기타
- '노르웨이 라면왕'이란 별명을 가진 한국계 노르웨이 기업인 이철호는 20년 넘게 돌핀 시계만 이용한 애호가이다.[6]
- 21세기에 들어와 대한민국에는 수입 브랜드 시계가 크게 유입되었다. 그리하여 국산 브랜드인 돌핀의 이미지가 저가형으로 변해버려 본래의 컨셉인 '레져·스포츠용'을 고수하긴 어려워지자 '값싼 수능시계'란 컨셉까지 수용하여 홍보를 시도한 적 있다.[7]